# Hine-Tu-Whenua
Hine-Tu-Whenua est une déesse du vent de la mythologie polynésienne. Considérée comme aimable et bienfaisante, elle aide les marins à atteindre leur destination en toute sécurité. Les mythes la décrivent comme la fille de Hineitapapauta.